# Pierre Lépine
Pour les articles homonymes, voir Lépine.
Pierre Lépine, né le 15 août 1901 à Lyon et mort le 30 mars 1989 à Boulogne-Billancourt, est un médecin et biologiste français.

## Biographie
Fils du médecin Jean Lépine, il soutient en 1925 sa thèse sur Les Conditions sanitaires dans l'Amérique tropicale.
Après un séjour à l'université américaine de Beyrouth, il exerce brièvement au Collège de France. Il entre en 1927 comme chef de laboratoire du Pr Constantin Levaditi. Il est directeur de l'Institut Pasteur d'Athènes de 1930 à 1935, puis chef du service des virus à l'Institut Pasteur de Paris de 1940 à 1971. Il mène de nombreux travaux sur les virus, fait avancer l'utilisation du microscope et découvre et met au point en 1957 un vaccin contre la poliomyélite.
Il est membre de l'Académie des sciences, de l'Académie de médecine, de l'Académie de pharmacie et de l'Académie de chirurgie, ainsi que de nombreuses académies des sciences à travers le monde : États-Unis, URSS, Vatican, Belgique, Italie, Espagne, Brésil.
Il a aussi des engagements politiques, d'abord au sein du Parti social français de François de La Rocque. Il est également conseiller de Paris, élu en 1971, 1977, 1983.
Il a été marié à Marie-Madeleine née Dolfuss
Il est le père de François Lépine.

## Décoration
- Commandeur de l'ordre des Palmes académiques (1970)[3]
- Officier de l'ordre de la Santé publique (1955)[4]

## Ouvrages
- 1964 : Galtier et les recherches sur la rage.
- 1966 : Élie Metchnikoff et l'immunologie.
- 1973 : Les Virus.
- 1974 : Dictionnaire français-anglais, anglais-français des termes médicaux et biologiques / French-English, English-French Dictionary of medical and biological Terms.
- 1975 : Les Vaccinations.